# Генетске студије о Србима
Генетске студије о Србима показују блиску сродност са осталим суседним Јужним Словенима.

## И-ДНК
И-хромозомске хаплогрупе идентификоване код Срба из Србије и блиских земаља су са одговарајућим процентима: И2а (36,6  -42%  ), Е1б1б (16,5  -18,2%  ), Р1а ( 14,9  -15%  ), Р1б (5  -6%  ), И1 (1,5  -7,6%  ), Ј2б (4,5  -4,9%  ), Ј2а (4  -4,5%  ), Ј1 (1  -4,5%  ), Г2а (1,5  -5,8%  ), и неколико других неуобичајених хаплогрупе са мањим фреквенцијама.  
И2а-П37.2 је најзаступљенија хаплогрупа, која чини једну трећину Срба. Представљен је са четири подкластера И-ПХ908 (25,08%), И2а1б3-Л621 (7,59%), И2-ЦТС10228 (3,63%) и И2-М223 (0,33%).  Студија узорака Срба из различитих делова Западног Балкана из 2019. године показала је да „отприлике половина њих потиче из Херцеговине и Старе Херцеговине “чија је популација кроз историју снажно утицала на данашњу српску мушку генетику".  Старија истраживања сматрала су да је висока учесталост овог субклада у јужнословенским популацијама резултат „предсловенског“ палеолитског насеља у региону, истраживање О. М. Утевске (2017) је потврдило да је хаплогрупа СТР хаплотипови имају највећи диверзитет у Украјини, са резултатом СТР маркера предака „ДИС448=20“ који чини кластер „Дњепар – Карпати“, док млађи изведени резултат „ДИС448=19“ чини „балкански кластер“ који је доминантан међу Јужним Словенима. Овај „балкански кластер” такође има највећу варијансу у Украјини, што указује да је веома висока учесталост на Западном Балкану последица ефекта оснивача. Утевска је израчунала да се дивергенција СТР кластера и његово секундарно ширење од средњег тока реке Дњепар или од источних Карпата према Балканском полуострву догодило пре отприлике 2.860 ± 730 година, повезујући то са временима пре Словена, али много после опадања Цуцутени–Трипиллиа култура. Тачније, „Балкански кластер“ представља један СНП, И-ПХ908, познат као И2а1а2б1а1а1ц у ИСОГГ филогенетском стаблу (2019), а према ИФулл ИТрее-у формиран је и имао ТМРЦА приближно 1.850-1.700 ИБП (2. и 3. век п. н. е.). Иако је И-Л621 доминантан међу савременим словенским народима на територији некадашњих балканских провинција Римског царства, до сада није пронађен међу узорцима из римског периода и скоро га нема у савременој популацији Италије. Пронађен је у скелетним остацима са артефактима, који указују на вође, мађарских освајача Карпатског басена из 9. века, део западноевроазијско-словенске компоненте Мађара. Према Памјаву (2019) и Фотхи (2020), дистрибуција предачких субклада попут И-ЦТС10228 међу савременим носиоцима указује на брзу експанзију из југоисточне Пољске, углавном се односи на Словене и њихову средњовековну миграцију, а „највећа демографска експлозија догодила се на Балкану“.
Е1б1б-М215 је друга најзаступљенија хаплогрупа међу Србима, која чини скоро једну петину Срба. Представљен је са четири подкластера Е-В13 (17,49%), Е1б1б-В22 (0,33%) и Е1б1б-М123 (0,33%).  У југоисточној Европи, његова фреквенција достиже врхунац на југоисточној ивици региона, а варијанса на југозападу региона. Иако је његова учесталост веома висока код косовских Албанаца (46%) и македонских Рома (30%), ова појава је пре жаришне него клиначке природе, највероватније последица генетског дрифта. Е-В13 је такође висок међу Албанцима у Северној Македонији (34%) и Албанцима у Албанији (24%), као и међу етничким Македонцима, Румунима и Грцима. Налази се на ниским до умереним фреквенцијама у већини словенских популација. Међутим, код Јужних Словена то је прилично уобичајено. Има га код 27% Црногораца, 22% Македонаца и 18% Бугара, свих словенских народа. Умерене фреквенције Е-В13 се такође налазе у Италији и западној Анадолији. У већем делу централне Европе (Мађарска, Аустрија, Швајцарска, Украјина, Словачка), налази се на ниским до умереним учесталостима од 7-10%, иу Р1а (словенској) и Р1б (германској/келтској) популацији која доминира. Вероватно је настао на Балкану, у Грчкој или Карпатском басену 9000 ИБП или непосредно пре доласка у Европу током неолита. Хаплогрупа његових предака, Е1б1б1а-М78, је пореклом из североисточне Африке.
Р1а1-М17 чини око једне седме до једне шестине српских И-хромозома. Представљен је са четири подкластера Р1а (10,89%), Р1а-М458 (2,31%), Р1а-ИП4278 (1,32%) и Р1а-И2613 (0,33%).  Његова фреквенција достиже врхунац у Украјини (54,0%). То је најдоминантнија хаплогрупа у општесловенском очевском генофонду. Варијанца Р1а1 на Балкану је можда била појачана инфилтрацијама народа који говоре индоевропски између 2000. и 1000. п. н. е., и словенским миграцијама у регион у раном средњем веку. Линија потомака Р1а1-М17, Р1а1а7-М458, има највећу фреквенцију у централној и јужној Пољској.
Р1б1б2-М269 је умерено заступљен међу српским мушкарцима (6–10%), у Србији 10% (Баларескуе ет ал. 2010), са подкласом М269* (кЛ23) 4,4% у Србији, 5,1% у Македонији, 7,9% на Косову. Највећа учесталост на централном Балкану (Мирес ет ал. 2010). Своју фреквенцију има у западној Европи (90% у Велсу), али висока учесталост се такође налази у средњој Европи међу Западним Словенима (Пољаци, Чеси, Словаци) и Мађарима, као и на Кавказу међу Осетима (43%). У Европу су га унели фармери који су мигрирали из западне Анадолије, вероватно око 7500 ИБП. Носиоци ове хаплогрупе Срби су у истом кластеру са средњоевропским и источноевропским, на шта указују и фреквентне дистрибуције њених подхаплогрупа у односу на укупан Р-М269. Друга два кластера чине, западноевропљани и група становништва из Грчке, Турске, Кавказа и региона Уралских планина. 
Ј2б-М102 и Ј2а1б1-М92 имају ниске фреквенције код Срба (6–9% заједно). Разне друге лозе хаплогрупе Ј2-М172 налазе се широм Балкана, све са ниским фреквенцијама. Хаплогрупа Ј и сви њени потомци потичу са Блиског истока. Предлаже се да су балкански мезолитски сточари, носиоци И-П37.2 и Е-В13, усвојили пољопривреду од почетних земљорадника Ј2 који су колонизовали регион око 7000 до 8000 ИБП, преносећи неолитски културни пакет.
И1-М253 се такође налази на ниским фреквенцијама (1,5-7,6%) и представљен је са три подкластера И1-П109 (5,28%), И1 (1,32%) и И1-З63 (0,99%). 
Анализа молекуларне варијансе заснована на И-хромозомским СТР-овима (микросателитима) показала је да се Словени могу поделити у две групе: једну која обухвата Западне Словене, Источне Словене, Словенце и западне Хрвате, а другу – све преостале Јужне Словене. У другу групу спадају Хрвати из северне Хрватске (загребачка област). Ова разлика би се могла објаснити генетским доприносом предсловенских балканских популација генетском наслеђу неких Јужних Словена који припадају овој групи. Анализа главних компоненти фреквенција И-хромозомских хаплогрупа међу три етничке групе у Босни и Херцеговини (босански Срби, босански Хрвати и Бошњаци), показала је да су босански Срби и Бошњаци генетски ближи једни другима него што је било који од њих босанским Хрватима (углавном због босанских Хрвата врло високе И2а фреквенције). Према анализи кореспонденције, анализи примеса и Рст генетској удаљености, српски регионални популацијски узорци су груписани заједно и најближи су Црногорцима, Македонцима и Бугарима, при чему су западни Срби посредни између њих и хрватско-босанског и херцеговачког кластера.  

### И-ДНК Хаплогрупе фреквенције
| географске асоцијације хаплогрупе:                                 | географске асоцијације хаплогрупе: | географске асоцијације хаплогрупе:                 | Источна Европа и Балкан | Источна Европа и Балкан | Источна Европа и Балкан | Западна Европа | Западна Европа | Медитеран и Блиски исток | Медитеран и Блиски исток | Медитеран и Блиски исток | Медитеран и Блиски исток | Медитеран и Блиски исток | Медитеран и Блиски исток | Источна Азија и Сибир | Источна Азија и Сибир | Источна Азија и Сибир | Јужна Азија | остало |
| Популација                                                         | Узорци                             | Извори                                             | I2                      | R1a                     | E                       | I1             | R1b            | J1                       | J2a                      | J2b                      | G                        | T                        | L                        | N                     | Q                     | C                     | H           | остало |
| ------------------------------------------------------------------ | ---------------------------------- | -------------------------------------------------- | ----------------------- | ----------------------- | ----------------------- | -------------- | -------------- | ------------------------ | ------------------------ | ------------------------ | ------------------------ | ------------------------ | ------------------------ | --------------------- | --------------------- | --------------------- | ----------- | ------ |
| Босна и Херцеговина                                                |                                    |                                                    |                         |                         |                         |                |                |                          |                          |                          |                          |                          |                          |                       |                       |                       |             |        |
| Босна и Херцеговина, етнички Срби                                  | 95                                 | Марјановић (2005), Батаља (2008), Ковачевић (2014) | 40.00                   | 14.70                   | 22.10                   | 2.10           | 5.20           | 1.10                     | 2.10                     | 5.20                     | 2.10                     | 0.00                     | 0.00                     | 5.20                  | 0.00                  | 0.00                  | 0.00        | 0.00   |
| Западна Србија                                                     |                                    |                                                    |                         |                         |                         |                |                |                          |                          |                          |                          |                          |                          |                       |                       |                       |             |        |
| Пријепоље, Уб, етнички Срби                                        | 67                                 | Тодоровић (2015)                                   | 40.30                   | 13.43                   | 4.48                    | 23.88          | 2.99           | 0.00                     | 1.49                     | 2.99                     | 2.99                     | 0.00                     | 0.00                     | 0.00                  | 0.00                  | 0.00                  | 0.00        | 7.46   |
| Западна Србија, генерална популација                               | 237                                | Стевановић (2007)                                  | 43.46                   | 10.13                   | 13.50                   | 7.17           | 10.13          | 1.69                     | 3.38                     | 2.53                     | 1.27                     | 0.42                     | 0.00                     | 2.53                  | 1.69                  | 1.69                  | 0.42        | 0.00   |
| Централна и Источна Србија                                         |                                    |                                                    |                         |                         |                         |                |                |                          |                          |                          |                          |                          |                          |                       |                       |                       |             |        |
| Централна Србија, генерална популација                             | 179                                | Мирабал (2010)                                     | 37.43                   | 13.96                   | 17.31                   | 7.26           | 4.46           | 0.55                     | 3.35                     | 1.67                     | 2.23                     | 0.00                     | 0.55                     | 3.35                  | 1.67                  | 0.00                  | 2.23        | 0.00   |
| Александровац, етнички Срби                                        | 85                                 | Тодоровић (2014)                                   | 35.29                   | 21.17                   | 15.29                   | 4.70           | 1.17           | 2.35                     | 2.35                     | 4.70                     | 10.58                    | 0.00                     | 0.00                     | 0.00                  | 1.17                  | 0.00                  | 0.00        | 1.17   |
| Централна Србија, генерална популација                             | 71                                 | Згоњанин (2017)                                    | 33.80                   | 16.90                   | 16.90                   | 11.27          | 5.63           | 2.82                     | 4.23                     | 2.82                     | 0.00                     | 0.00                     | 0.00                     | 1.41                  | 2.82                  | 0.00                  | 1.41        | 0.00   |
| Београд, генерална популација                                      | 113                                | Перичић (2005), Кушњаревић (2015)                  | 31.86                   | 15.93                   | 21.24                   | 5.31           | 10.62          | 0.00                     | 2.65                     | 5.31                     | 0.00                     | 0.00                     | 0.00                     | 2.65                  | 0.00                  | 0.00                  | 0.88        | 3.54   |
| Централна Србија, генерална популација                             | 103                                | Перјепо (2012)                                     | 30.10                   | 20.40                   | 18.50                   | 7.80           | 7.70           | 1.00                     | 4.00                     | 2.90                     | 5.80                     | 0.00                     | 0.00                     | 1.90                  | 0.00                  | 0.00                  | 0.00        | 0.00   |
| Јужна и југоисточна Србија                                         |                                    |                                                    |                         |                         |                         |                |                |                          |                          |                          |                          |                          |                          |                       |                       |                       |             |        |
| Јужна Србија, генерална популација                                 | 69                                 | Згоњанин (2017)                                    | 31.88                   | 13.04                   | 28.99                   | 7.25           | 2.90           | 4.35                     | 1.45                     | 1.45                     | 1.45                     | 0.00                     | 0.00                     | 2.90                  | 2.90                  | 0.00                  | 1.45        | 0.00   |
| Ниш, генерална популација                                          | 38                                 | Скорано (2017)                                     | 28.95                   | 18.42                   | 13.16                   | 2.63           | 10.53          | 7.89                     | 5.26                     | 7.89                     | 2.63                     | 2.63                     | 0.00                     | 0.00                  | 0.00                  | 0.00                  | 0.00        | 0.00   |
| Војводина                                                          |                                    |                                                    |                         |                         |                         |                |                |                          |                          |                          |                          |                          |                          |                       |                       |                       |             |        |
| Нови Сад, генерална популација                                     | 185                                | Веселиновић (2008)                                 | 32.43                   | 15.14                   | 15.68                   | 6.49           | 10.27          | 1.08                     | 3.78                     | 7.57                     | 1.62                     | 0.54                     | 0.00                     | 0.54                  | 1.62                  | 0.54                  | 2.70        | 0.00   |
| Војводина, генерална популација                                    | 69                                 | Згоњанин (2017)                                    | 30.43                   | 18.84                   | 21.74                   | 4.35           | 5.80           | 1.45                     | 1.45                     | 4.35                     | 4.35                     | 0.00                     | 0.00                     | 7.25                  | 0.00                  | 0.00                  | 0.00        | 0.00   |
| Различити региони                                                  |                                    |                                                    |                         |                         |                         |                |                |                          |                          |                          |                          |                          |                          |                       |                       |                       |             |        |
| Србија (Западна, Северна и Централна), генерална популација        | 209                                | Згоњанин (2017)                                    | 32.05                   | 16.27                   | 22.49                   | 7.66           | 4.78           | 2.87                     | 2.39                     | 2.87                     | 1.91                     | 0.00                     | 0.00                     | 3.83                  | 1.92                  | 0.00                  | 0.96        | 0.00   |
| Србија (Ниш, Брестовац, Студеница, Шумадија), генерална популација | 67                                 | Скорано (2017)                                     | 41.79                   | 14.93                   | 16.42                   | 1.49           | 5.97           | 4.48                     | 4.48                     | 4.48                     | 1.49                     | 4.48                     | 0.00                     | 0.00                  | 0.00                  | 0.00                  | 0.00        | 0.00   |
| Србија, Црна Гора, БИХ, Хрватска, етнички Срби                     | 303                                | Качар (2019)                                       | 36.63                   | 14.85                   | 18.15                   | 7.59           | 4.95           | 2.64                     | 3.30                     | 4.95                     | 1.98                     | 0.33                     | 0.00                     | 3.96                  | 0.66                  | 0.00                  | 0.00        | 0.00   |
| Пријепоље, Београд, Уб, генерална популација                       | 96                                 | Тодоровић (2015)                                   | 33.33                   | 12.50                   | 7.29                    | 19.79          | 10.41          | 0.00                     | 1.04                     | 3.12                     | 2.08                     | 0.00                     | 0.00                     | 2.08                  | 0.00                  | 2.08                  | 1.04        | 5.20   |

- Доминантно новије порекло становништва шире централне Србије: розе, зелено и сиво-плаво – подручја насељена са Динарских Алпа (углавном Стара Херцеговина), Косова, односно Румуније. Тамноцрвена, жута и тамноплава: староседеоци Шоплук и Торлак, долине Јужне Мораве, односно источне Србије и досељеници са ових простора (углавном у централној Србији). Светлоцрвене оазе староседелаца Западне и Централне Србије. Црне тачке – повратници из Војводине.
- Детаљно, географске регије у Србији

## мтДНК
Према Давидовићу и студији о митохондријалној ДНК из 2014. године у 139 узорака у Србији присутне су „лозе мтДНК које се претежно налазе у словенском генском фонду (У4а2а*, У4а2а1, У4а2ц, У4а2г, ХВ10), подржавајући заједничко словенско порекло, али и лозе које су можда настале у оквиру јужне Европе (Х5*, Х5е1, Х5а1в) и посебно Балкана (Х6а2б и Л2а1к)“.  Према студији из 2017. године о разноликости хаплогрупе У „наводне лозе специфичне за Балкан" (нпр. откривене су У1а1ц2, У4ц1б1, У5б3ј, К1а4л и К1а13а1) и лозе које деле Срби (Јужни Словени) и Западни и Источни Словени (нпр. У2е1б1, У2е2а1д, У4а2а, У4а2ц, У4а2г1, У4д2б и У5б1а1). Изузетна разноврсност мајчинских лоза пронађена код Срба може бити повезана са генетским утицајем обе аутохтоне предсловенске балканске популације на чији су генски фонд мтДНК током времена утицале миграције различитих популација (нпр. сточари бронзаног доба) и придошлице Словена и Германа у раном средњем веку“.  Студија из 2020. године на 226 узорака података митохондријалног генома српске популације „подржала је израженију генетску диференцијацију међу Србима и двема словенским популацијама (Руси и Пољаци) такође као експанзију српског становништва након последњег глацијалног максимума и током периода сеобе (од ИВ до ИКС века нове ере)“. 

## Аутозомна ДНК
Према истраживању аутозомног идентитета по пореклу (ИБД) из 2013. године „скорашњег генеалошког порекла у последњих 3.000 година на континенталном нивоу“, говорници српскохрватског језика деле веома велики број заједничких предака који датирају из периода миграције пре отприлике 1.500 година са Пољском и Румунско - Бугарским кластером између осталих у источној Европи. Закључује се да је то узроковано хунском и словенском експанзијом, која је била „релативно мала популација која се проширила на велико географско подручје“, посебно „ширење словенског становништва у регионе ниске густине насељености почев од шестог века“ и да се „веома поклапа са савременом дистрибуцијом словенских језика”. Анализа идентитета по пореклу (ИБД-а) из 2015. године открила је да Јужни Словени имају мању близину са Грцима него са Источним Словенима и Западним Словенима, и „чак и обрасце дељења идентитета по пореклу (ИБД) међу источно-западним Словенима – 'међусловенским' популацијама (Мађари, Румуни и Гагаузи) – и Јужни Словени, односно преко подручја претпостављених историјских кретања народа укључујући и Словене“. Лагани врхунац заједничких идентита по пореклу (ИБД) сегмената између Јужних и Источно-Западних Словена сугерише заједничко „словенско порекло“. Поређење идентитета по пореклу (ИБД) анализе из 2014. за популацију Западног Балкана и Блиског истока открило је занемарљив проток гена између 16. и 19. века током исламизације Балкана.
Према аутозомној анализи Западног Балкана из 2014. године, српска популација показује генетску униформност са другим јужнословенским популацијама, али „Срби и Црногорци имају средњу позицију на ПЦА позицији на мрежи заснованој на Фст међу осталим популацијама Западног Балкана“. У анализи из 2015, Срби су поново били у средини западно-јужнословенског кластера (Хрвати, Босанци и Словенци) и источно-јужнословенског кластера (Македонци и Бугари). Западни кластер је наклоњен Мађарима, Чесима и Словацима, док је источни кластер Румунима и донекле Грцима. Студије су такође откриле веома високу корелацију између генетских, географских и лингвистичких удаљености балтословенских популација. Према анализи аутозомних маркера из 2020, Срби су најближи Босанцима, док су етнички блиски Црногорци, на средини између Срба и косовских Албанаца.
Генетско истраживање Лужичких Срба је показало да они деле највећи афинитет са Пољацима, док су резултати поређења са Србима и Црногорцима због историјских хипотеза о заједничком пореклу показали да су се „Лужички Срби највише разликовали од Срба и Црногораца, што је вероватно одраз значајне географске удаљености између тих народа“.

## Физичка антропологија
Према речима српског физичког антрополога Живка Микића, средњовековно становништво Србије развило је фенотип који је представљао мешавину словенских и аутохтоних балканских динарских особина. Антрополог Микић наводи да динарске особине, попут брахикефалије и више просечне висине, од средњег века постају доминантне над словенским особинама код Срба.

## Галерија
- Анализа примеса аутозомних СНП-а у глобалном контексту на нивоу резолуције 7 претпостављених популација предака по Ковачевић ет ал. (2014)
- Анализа главне компоненте (ПЦ) варијације аутозомних СНП у популацијама Западног Балкана у евроазијском контексту према Ковачевић ет ал. (2014)
- Анализа примеса на нивоу резолуције 6 претпостављених популација предака по Кушњаревићу ет ал. (2015)
- ПЦ1всПЦ2 дијаграм заснован на подацима СНП целог генома према Кушњаревићу ет ал. (2015)